# Мхитар Саснеци
Мхита́р Саснеци́ (арм. Մխիթար Սասնեցի, 1260 — 1337), также Банахю́с (арм. Բանահյուս) или Керманеци́ (арм. Կերմանեցի), — армянский богослов, педагог, церковный деятель XIII—XIV вв. 

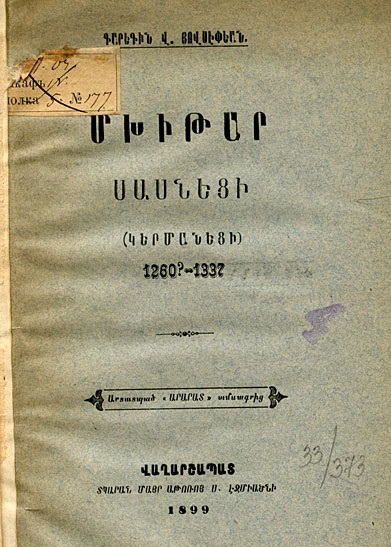
Обложка первого издания труда Мхитара Саснеци

## Биография
Начальное образование получил в Гладзорском университете. Позже стал настоятелем монастыря в селе Мецоп провинции Каджберуник. За время его деятельности Мецопский монастырь стал одним из культурных центров Армении. Мхитар был ярым противником униатов. Из творчества Мхитара до наших дней дошёл только его трактат «О втором пришествии Господа нашего Иисуса Христа» (арм. «Մեր Տէր Յիսուս Քրիստոսի երկրորդ գալստեան մասին»), изданный впервые в 1899 году в Вагаршапате. Сохранилась также анонимная биография Мхитара Саснеци.